# Villberga-Hacksta-Löts församling
Villberga-Hacksta-Löts församling var en församling i Uppsala stift och i Enköpings kommun. Församlingen uppgick  (namnändrades) 2013 i Villberga församling.

## Administrativ historik
Församlingen bildades 2007 genom sammanslagning av församlingarna Villberga, Hacksta och Löt och den sammanslagna församlingen kvarstod i Villberga pastorat. 2013 uppgick församlingen i en nybildad Villberga församling.

## Kyrkor
- Hacksta kyrka
- Löts kyrka
- Villberga kyrka.